# Astragalus marguzaricus
Astragalus marguzaricus är en ärtväxtart som beskrevs av Vladimir Ippolitovich Lipsky. Astragalus marguzaricus ingår i släktet vedlar, och familjen ärtväxter. Inga underarter finns listade i Catalogue of Life.